# Amotken
Na mitologia Salish, Amotken é o deus criador. Entre os Kashpel, os Flathead e os Coeur d'Alene chamava-se-lhe "Espírito Grande do Céu" ou "Aquele que Ocupa a Cimeira da Montanha". Seu símbolo era o Sol e o de seu filho, Spokani, a Lua. Nos relatos Salish, Amotken é representado como um idoso amável e sábio que vive só no céu sempre preocupado por sua criação.

## História
Numa ocasião, Amotken criou cinco mulheres jovens e perguntou-lhes o que queriam ser. A cada uma deu uma resposta diferente: a primeira pediu ser a mãe da maldade e a crueldade; a segunda, a do bem; a terça pediu ser a mãe da Terra; a quarta a do fogo; e a quinta e última a mãe do água. Amotken outorgou-lhes seus desejos e enviou-as à Terra para que governassem durante um tempo, mas para evitar que se brigassem entre elas decretou que a cada dia uma diferente estaria ao cargo e que a Maldade começaria o primeiro turno.
Metaforicamente falando, a cada dia da história de Amotken representa uma enorme proporção de tempo para os mortais; deste modo, a Maldade ainda reina na terra, mas com o tempo a Bondade chegará a governar.

## Ligações externos
- Amotken em Encyclopedia Mythica